# Arkadi Andreasjan
Arkadi Georgijewitsch Andreasjan (auch Andriasjan; armenisch Արկադի Գեորգիի Անդրեասյան; russisch Аркадий Георгиевич Андреасян; * 11. August 1947 in Baku, Aserbaidschanische SSR; † 23. Dezember 2020 ebenda) war ein sowjetischer bzw. armenischer Fußballspieler und -trainer.

## Leben und Karriere
Arkadi Andreasjan wurde 1947 in eine armenische Familie in Baku geboren. Nachdem er die Fußballschule von Neftschi Baku besucht hatte, ging er von 1965 bis 1966 zu Schirak Gjumri. Anschließend wechselte er zum großen Club Ararat Jerewan. Dort wurde er jedoch nicht im Profikader berücksichtigt und kam bis 1967 zu keinen Einsätzen in der Liga. Daher wechselte er schon 1968 zu Sewan Oktemberjan, bevor er 1969 wieder zu Ararat zurückkehrte, wo man ihm eine zweite Chance gab. Diesmal konnte sich Andreasjan durchsetzen und avancierte zum Stammspieler. 1971 wurde er in die Auswahl der sowjetischen Fußballnationalmannschaft berufen. In der Saison 1973 konnte er unter Trainer Nikita Simonjan mit dem Club seinen bis dato größten Erfolg erreichen und gewann das sowjetische Double, bestehend aus sowjetischem Meisterschaftstitel und sowjetischem Pokal. 1975 folgte ein zweiter Pokalgewinn mit Ararat. 1978 beendete er seine aktive Fußballerkarriere.
Als Trainer ging er 1979 zu Kotajk Abowjan, bis er von 1981 bis 1983 zu Ararat als Trainer zurückkehrte. Nach einem Intermezzo bei Spartak Oktemberjan und einer zweiten „Amtszeit“ trainierte er 1986 bis 1989 erneut seinen alten Club Ararat. 1992 bis 1993 trainierte er Swartnoz Etschmiadsin und ging anschließend in den Libanon zu Homenmen Beirut, einem Verein der dortigen armenischen Minderheit.
Von 1996 bis 2003 übernahm er zum dritten Mal das Traineramt bei Ararat Jerewan. 2005 trainierte er Lernain Arzach aus Stepanakert, 2007 bis 2008 MIKA Aschtarak.
2009 kehrte er zum mittlerweile vierten Mal zu Ararat zurück. Einen Skandal verursachte er Anfang 2011, als er einen Fotojournalisten während des Spiels Pjunik Jerewan – Ararat Jerewan attackierte und schlug, sodass dieser ins Krankenhaus eingeliefert werden musste. Zwar musste Andreasjan eine Geldstrafe bezahlen, blieb aber bis Anfang 2012 als Trainer im Amt.